# Elettrotreno FART ABDe 6/6
L'ABDe 6/6 è un elettrotreno a scartamento metrico in servizio sulla ferrovia Locarno-Domodossola.

## Storia
A seguito del successo riscontrato dalla messa in servizio, nel 1959, degli elettrotreni ABe 8/8, le FART decisero, pochi anni dopo, di ordinare due convogli concettualmente simili ma composti da due sole casse.

## Caratteristiche
Come si evince dalla classificazione, tutti gli assi dell'elettrotreno sono motori. Le due semicasse, costituite da strutture autoportanti in acciaio saldato, sono unite da un'articolazione del tipo "giostra Urbinati", progettata dalle Officine Meccaniche della Stanga. Nell'aspetto gli ABDe 6/6 si distinguono dagli ABe 8/8 principalmente per la differente configurazione della parte frontale (dotata di porta d'intercomunicazione) e per la presenza di un compartimento bagagliaio (portata 2 t) con relativi portelloni laterali. Nonostante la lettera F per indicare il compartimento bagagliaio fosse caduta in disuso, sostituita dalla lettera D proprio nel 1963, gli elettrotreni vennero forniti come ABFe 6/6, denominazione che sia il 31 che il 32 mantennero per diversi anni.
I treni sono dotati di frenatura manuale, pneumatica ed elettrica (reostatica).
Il circuito di trazione che aziona i sei motori è costituito da «due rami, formati ciascuno da tre motori connessi in serie; le due terne di motori, a loro volta, sono collegate permanentemente in parallelo. […] Sono previste 10 posizioni di avviamento e marcia a pieno campo e tre a campo indebolito; dunque si hanno 4 posizioni economiche di marcia. Il grado di indebolimento massimo è del 50%».
All'inizio degli anni novanta (ottobre 1993 sia per l'elettrotreno 31 che per il 32) tutto il gruppo venne sottoposto, presso la Fervet SpA, ad una approfondita revisione, la quale comportò, tra le altre cose, modifiche agli arredi interni, analogamente a quanto fatto dalla SSIF sugli ABe 8/8 e la sostituzione dei finestrini, oltre all'applicazione della nuova livrea.
L'elettrotreno 31 venne inoltre allestito come unicamente di prima classe (53 posti a sedere), ricevendo così la classificazione ADe 6/6 31, poi di nuovo persa (tra il 2009 e il 2010) a favore di un ritorno (ancorché solo formale, gli allestimenti interni non avendo subito modifiche) alla configurazione di prima e seconda classe.

## Nomi
I due elettrotreni sono stati battezzati sin dalla loro origine con toponimi svizzeri (ricevendo tuttavia gli stemmi laterali solo successivamente alla summenzionata revisione del 1993):
- ABDe 6/6 31 "Ticino" (al momento della messa in servizio "Berna"[10])
- ABDe 6/6 32 "Vallese"